# Силени (хімія)

Загальна будова силену

Силе́ни — хімічні сполуки з подвійним зв'язком Силіцій—Карбон, Si=C. Кількість відомих силенів та їхніх хімічних реакцій невелика. Галузь розвивається повільно і силени здебільшого цікавлять теоретиків, хоча в оглядах останніх років можна зустріти твердження, що силени мають великий практичний та синтетичний потенціал, зокрема у силафармацевтичних дослідженнях.

## Історія хімії силенів (1966-1996)
Існування силенів як нестійких інтермедіатів у реакції піролізу силабутадієнів було запропоноване Наметкиним 1966 року.
1967 року Гусельніков та Флауерс довели наявність силенів в цій реакції за допомогою реакції електрофільного приєднання води до зв'язку Si=C, продуктом якої був триметилсиланол.
1981 року Адріан Гіббс Брук отримав перший стабільний силен фотохімічною ізомерізацією полісилілацилсилану, таким чином спростувавши правило подвійного зв'язку.
Цю ізомерізацію можна розглядати як фотохімічний варіант перегрупування Брука. Наступного року Брук висловив припущення, що стійкість силену до [2+2]-димеризації обумовлена великим розміром замісників на подвійному зв'язку. Ідея кінетичної стабілізації силенів за рахунок великого розміру замісників (трет-бутил, адамантил, трис(триметил силіл) тощо) була широко використана в пізнішіх роботах для ізоляції стабільних силенів. Другим фактором, що стабілізує силени, може бути знижена електрофільність Силіцію за рахунок електроннодонорного замісника.

1983 року Нільс Віберг отримав другий стабільний силен елімінацією триметилфторосилану.
1984 року Апелойг та Карні висловили припущення, засноване квантовохімічних на розрахунках, що стійкість силена Брука до [2+2]-димеризації обумовлена також і «зворотньою полярізацією» подвійного Si=C зв'язку (англ. reversed Si=C bond polarization).

1989 року Оме зробив невдалу пробу отримати силен елімінацією силаноляту літію від полісиліл алкоголяту, але замість елімінації отримав ізомерізацію алкоголяту.

1992 року Іцхак Апелойг отримав нестабільний силен елімінацією силаноляту літію.

1993 року Роберт Вест отримав перший стабільний сила-аллен ізомерізацією нестабільного силілацетілену.

1996 року Іцхак Апелойг та Роланд Боезе отримали стабільний силен елімінацією силаноляту літію.